# Midas se lavant dans le Pactole
Midas se lavant dans le Pactole, ou parfois Midas se lavant à la source du Pactole, est un tableau de Nicolas Poussin datant de 1627 et conservé au Metropolitan Museum of Art, à New York.
Cette peinture à l'huile sur toile de 97,5 × 72,5 cm représente le roi légendaire Midas et le dieu fleuve Pactole.
Selon Anthony Blunt, cette œuvre servait originellement de pendant à la première version du Et in Arcadia ego, du même artiste, ce qui explique les similitudes de leur composition.
Avant Poussin, ce thème a été traité vers 1617 par Bartolomeo Manfredi.

## Interprétation
Poussin reprend ici le thème arcadien en l'associant avec les éléments du mythe traditionnel: selon Ovide, Midas est en effet un roi phrygien, région d'Asie Mineure. On retrouve également la symbolique du Pactole, qui rappelle l'Alphée arcadien. 
Pour William Marx, Poussin réalise au travers de ces deux oeuvres deux allégories de la vanité du désir et de la fragilité du bonheur avec des personnages confrontés d'une part à la richesse absolue (Midas), d'autre part à la pauvreté extrême (les paysans d'In Arcadia Ego)

## Galerie

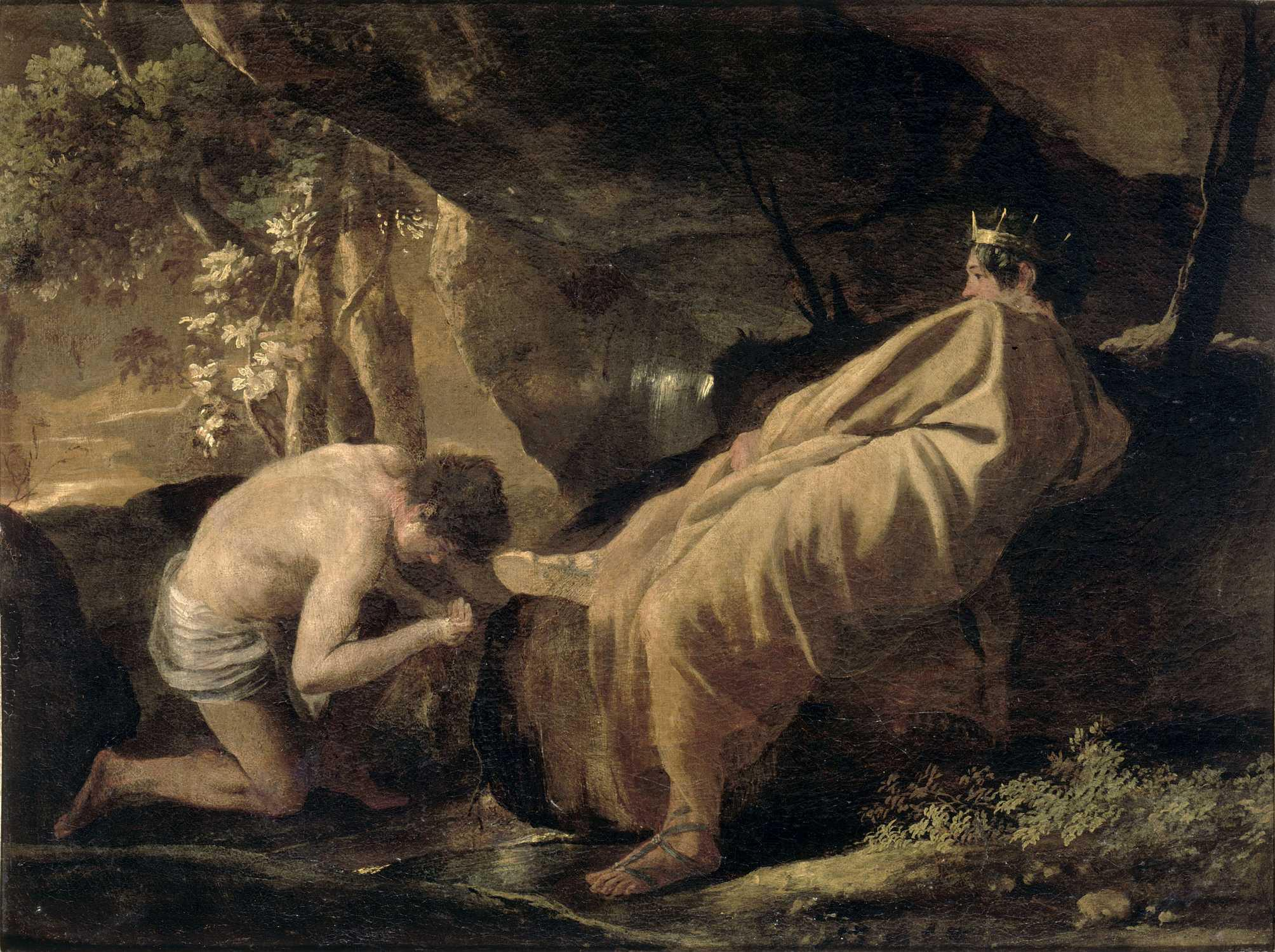
Nicolas Poussin, Midas à la source du Pactole, vers 1626.
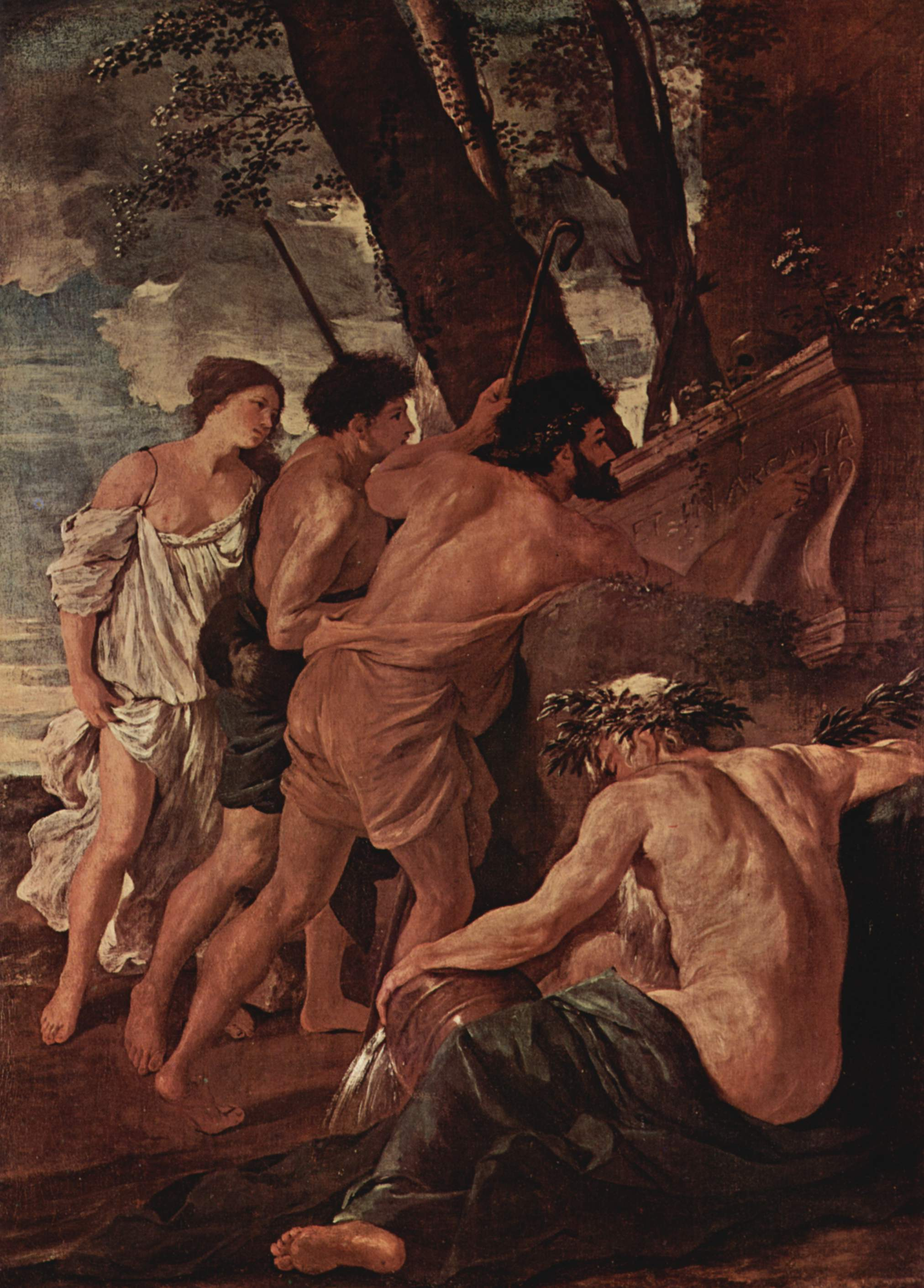
Nicolas Poussin, Et in Arcadia ego, première version, 1628.
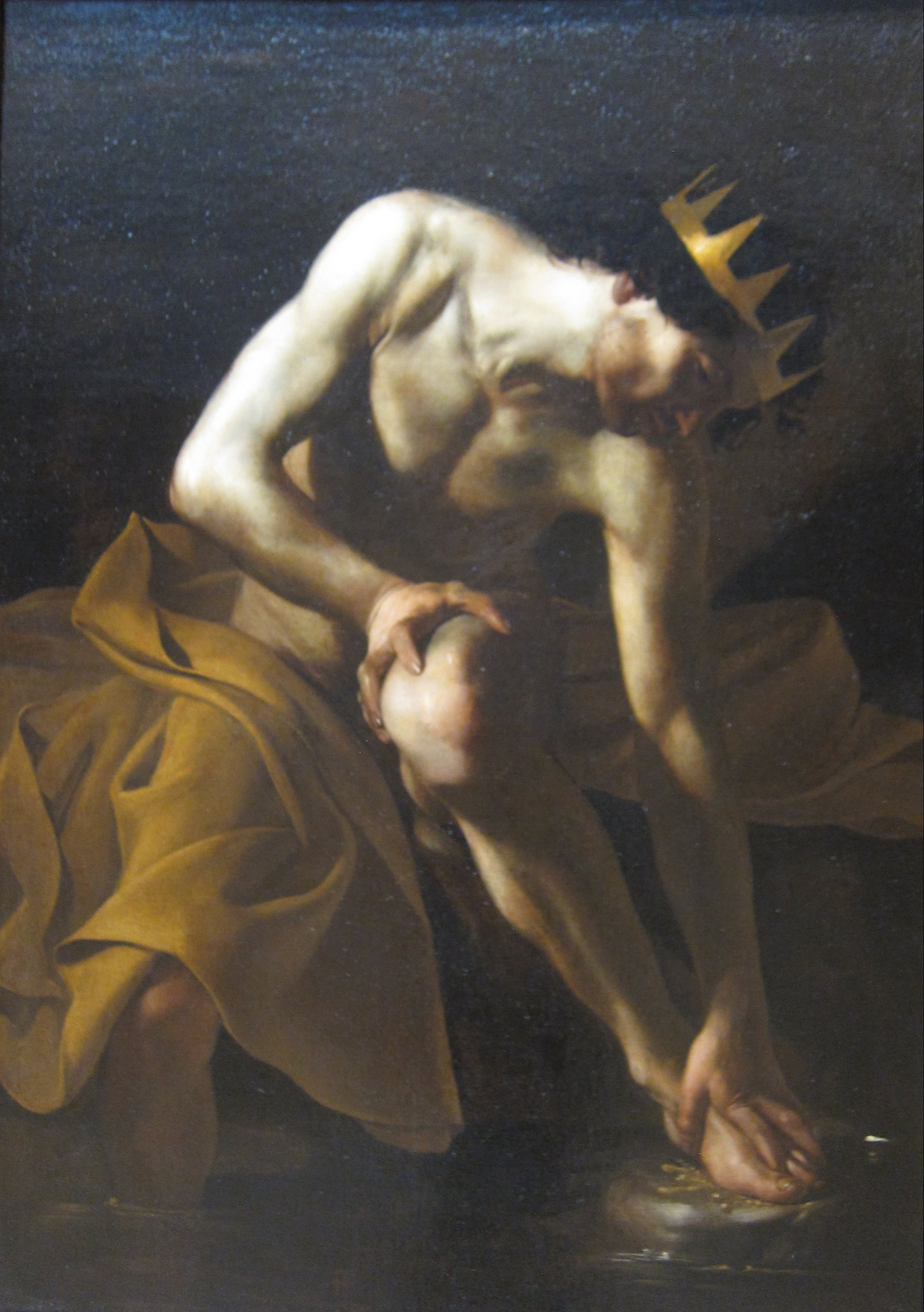
Bartolomeo Manfredi, Midas se lavant à la source du Pactole.